# Chantier de démolition navale de Gadani
Le chantier de démolition navale de Gadani est le troisième plus grand chantier de démolition navale du monde. Il se trouve située sur un front de mer de 10 km de long à Gadani (en), une quarantaine de kilomètres au nord-ouest de Karachi, la plus grande ville du Pakistan. Le chantier comprend 132 emplacements de démolition de navires.
Dans les années 1980, Gadani était le plus grand chantier de démolition de navires au monde, avec plus de 30 000 employés directs. Cependant, la concurrence des nouvelles installations d'Alang, en Inde, et de Chittagong, au Bangladesh, a entraîné une réduction significative de sa production de ferraille, qui est aujourd'hui de moins d'un cinquième de celle des années 1980. La récente réduction des taxes sur la ferraille a conduit à une modeste reprise de la production à Gadani, qui emploie aujourd'hui environ 6 000 travailleurs.
Plus d'un million de tonnes d'acier sont récupérées chaque année, dont une grande partie est vendue sur le marché intérieur. Au cours de l'exercice 2009-2010, 107 navires représentant 852 022 tonnes de déplacement lège (LDT) ont été démantelés à Gadani, alors qu'en 2008-2009, 86 navires, de LDT combiné de 778 598 tonnes, avaient été transformés en ferraille.

## Capacité
Gadani a actuellement une capacité annuelle de démolition de 125 navires de toutes tailles, y compris les supertankers, pour un LDT combiné de 1 000 000 tonnes.
Bien que Gadani soit le troisième chantier de démolition de navires au monde après Alang et Chittagong en termes de volume, il est le premier en termes d'efficacité. A Gadani, un navire de 5 000 LDT est démoli en 30 à 45 jours, alors qu'en Inde et au Bangladesh, il faut en moyenne plus de six mois pour un navire de même taille.

## Fonctionnement

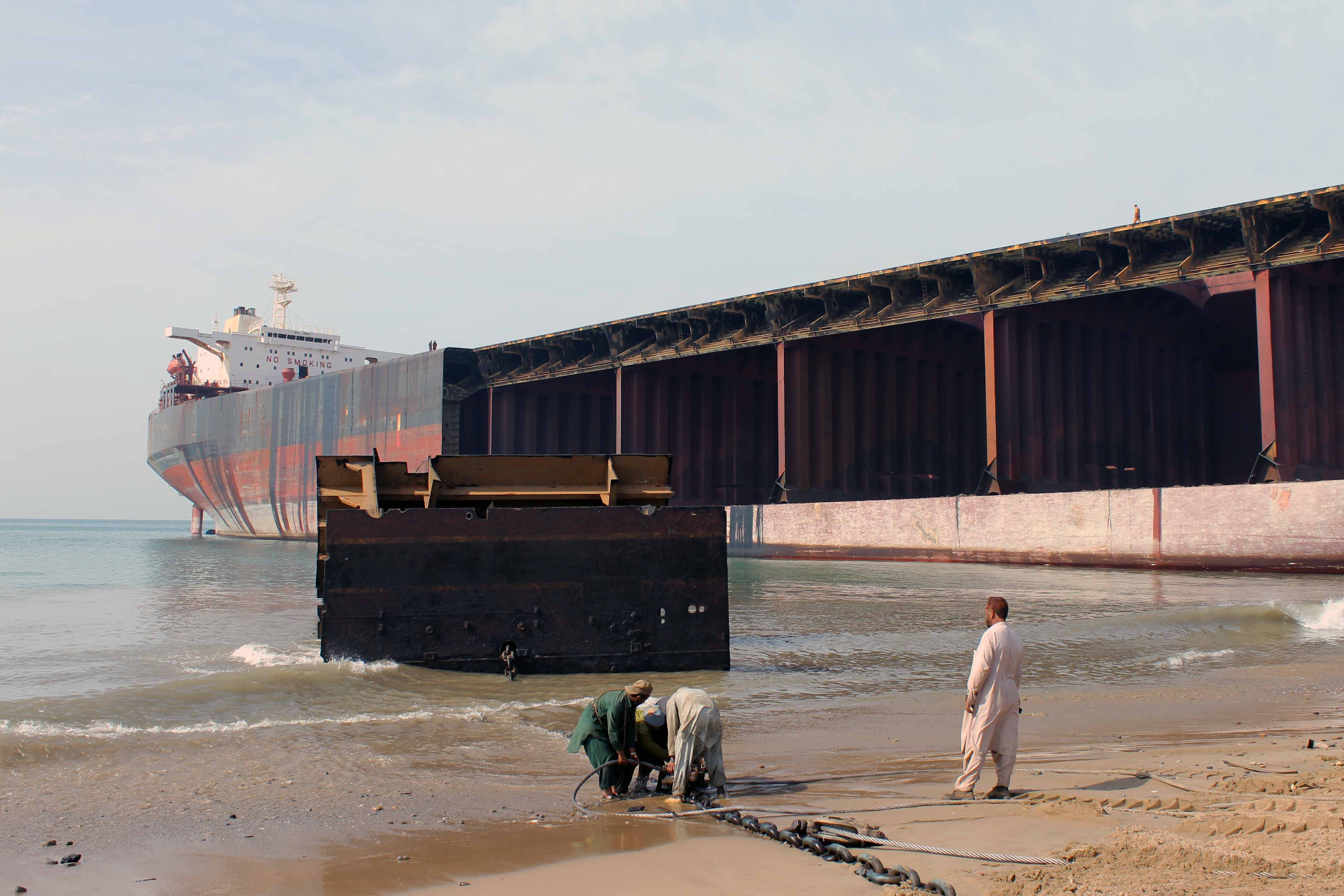
Des ouvriers au travail à Gadani en 2011.

Les navires à traiter sont échoués sur la plage par leurs propres moyens, puis progressivement démantelés. À mesure que le poids du navire diminue, il est traîné plus haut sur la plage, jusqu'à ce qu'il ait été complètement démoli.
Le démantèlement des navires à Gadani utilise de grandes quantités de main-d'œuvre locale bon marché, avec une assistance mécanique minimale. Les travailleurs peuvent ne gagner que 12 $ par jour et sont exposés à de nombreux dangers.

## Histoire
Des opérations informelles de démolition de navires ont eu lieu le long de la côte de Gadani avant l'indépendance du Pakistan en 1947. Après l'indépendance, un groupe d'entrepreneurs a fait de sérieux efforts pour transformer cette activité occasionnelle en une industrie régulière. Malgré leurs efforts, la plage de Gadani manquait à l'époque des infrastructures nécessaires, notamment des routes, des services publics, des logements ou des services médicaux pour les travailleurs.
Conscient de l'importance potentielle de l'industrie de la démolition des navires pour l'économie nationale, le gouvernement du Pakistan a annoncé en 1978 un certain nombre de mesures, notamment l'inscription de Gadani comme port, une réduction des droits d'importation sur les navires destinés à la démolition et un groupe de travail gouvernemental chargé de résoudre les problèmes d'infrastructure et de logistique.
1969 à 1983 est considérée comme l'âge d'or de l'industrie de la démolition des navires. Dans les années 1980, le chantier de Gadani fournissait des emplois directs à plus de 30 000 travailleurs, et des emplois indirects à plus d'un demi-million de personnes, grâce au commerce et aux industries utilisant la ferraille des navires comme matière première. Il était décrit comme le plus grand chantier de ce type au monde.
Cependant, la concurrence accrue des chantiers de démolition rivaux à Alang en Inde et à Chittagong au Bangladesh, associée à des droits d'importation relativement élevés pour les navires déclassés, a conduit à une baisse désastreuse de l'activité de Gadani. Après avoir produit en moyenne un million de tonnes de ferraille dans les années 1980, en 2001, le chantier naval en a produit moins de 160 000 tonnes, et pendant dix mois il n'y a pas eu d'arrivée de nouveaux navires.
En 2001, le gouvernement pakistanais a réduit les droits de démolition des navires de 15% à 10% et a offert de nouvelles incitations si l'activité de l'industrie s'améliorait. Ces mesures ont été efficaces, avec une légère augmentation de la main d'œuvre, qui atteint environ 6 000 travailleurs.

## Accidents
Incendie de l'Aces en 2016
Le 1er novembre 2016, au moins 14 personnes ont été tuées et 59 brûlées à la suite d'explosions de bouteilles de gaz sur un navire en cours de démolition, l'unité flottante de production, de stockage et de déchargement pétrolière Aces (numéro IMO 8021830, construit en 1982 sous le nom de Mobil Flinders,), qui a provoqué un énorme incendie. Plus de 100 personnes auraient été en train de démonter un pétrolier. Une trentaine d'autres ouvriers ont également été portés disparus,. Le 2 novembre, 19 personnes avaient été tuées et le pétrolier était toujours en feu.